# Apollo 16

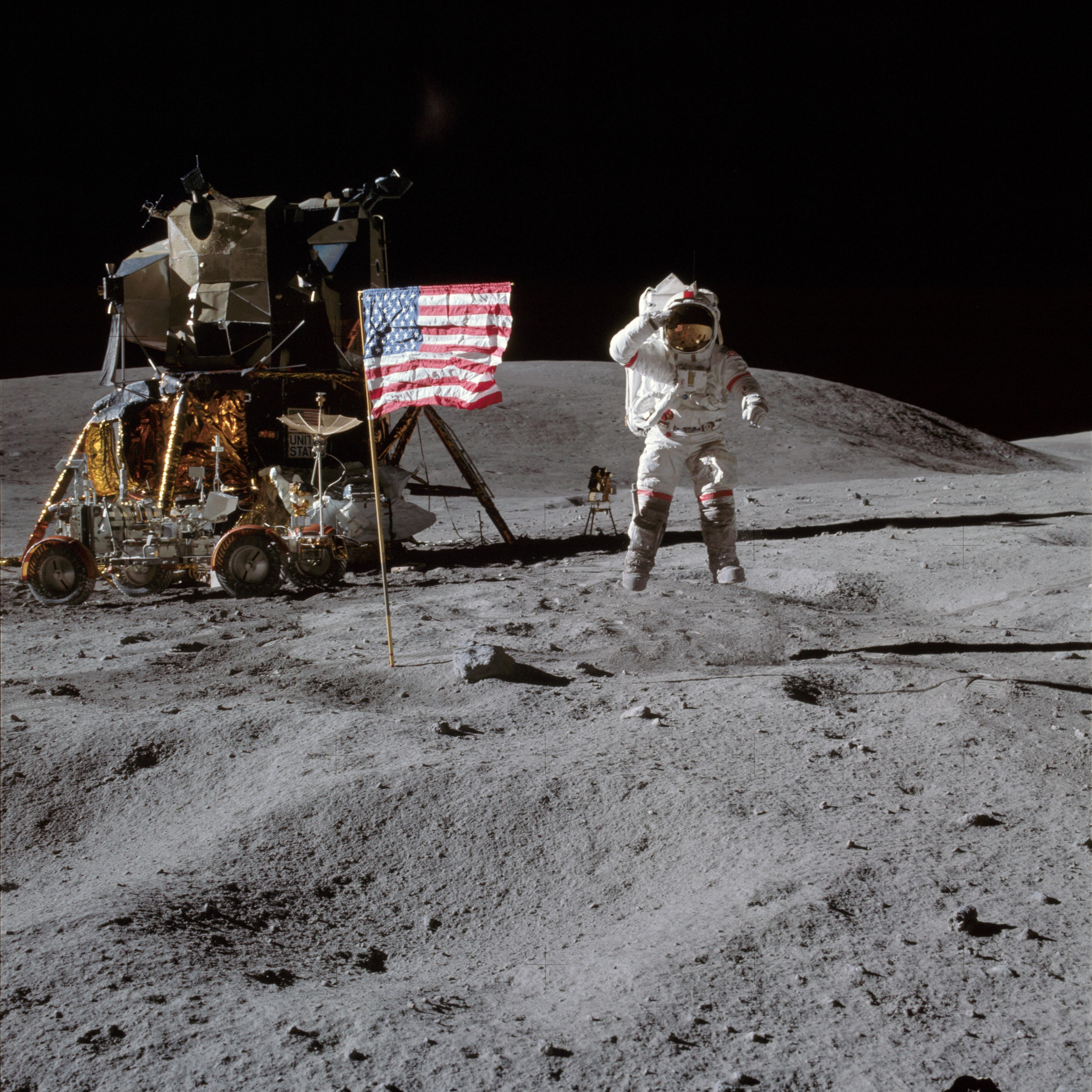
John Young salutuje fladze amerykańskiej. Za nim lądownik księżycowy LM oraz pojazd księżycowy LRV.

Apollo 16 (realizowana od 16 do 27 kwietnia 1972) była dziesiątą załogową misją w ramach amerykańskiego programu kosmicznego Apollo, zarządzanym przez NASA, oraz piątą i przedostatnią, która wylądowała na Księżycu. Była to także druga misja, w której został wykorzystany pojazd Lunar Roving Vehicle. Lądowanie miało miejsce na Wyżynie Kartezjusza, które zostało wybrane ze względu na to, że niektórzy naukowcy spodziewali się, że będzie to obszar powstały dzięki działaniu wulkanu, co potem okazało się nieprawdą.

## Podstawowe dane
źródło
- Statek kosmiczny: CSM-113 „Casper”, LM-11 „Orion”
- Rakieta nośna: SA-511
- Stanowisko startowe: 39A
- Start: 16 kwietnia 1972 o godzinie 17:54:00 GMT
- Azymut startu: 72,0°
- Orbita okołoziemska: 169,1 km x 166,7 km
- Orbity okołoksiężycowe: 
  - Orbita początkowa: 315,4 km x 107,6 km
  - Orbita podejścia do lądowania: 108,3 km x 20,2 km
  - Orbita kołowa (CSM): 125,9 x 98,3 km
- Lądowanie na Księżycu: 21 kwietnia 1972 o godzinie 02:23:35 GMT
- Miejsce lądowania: w pobliżu krateru Descartesa (8,58°S, 15,30°E)
- Start z powierzchni Księżyca: 24 kwietnia 1972, 01:25:35 GMT
- Orbita postartowa LM: 74,5 km x 14,6 km
- Orbita końcowa (po dokowaniu LM i CSM): 118,9 km x 74,3 km
- Powrót na Ziemię: 27 kwietnia 1972 o godzinie 19:45:05 GMT
- Czas trwania misji: 265 godz. 51 min. 5 s.

## Dodatkowe informacje
źródło
- Uderzenie S-IVB/IU w powierzchnię Księżyca: 19 kwietnia 1972, 21:02:04 GMT
- Współrzędne miejsca upadku S-IVB/IU: 1,3°N, 23,8°W
- Prędkość S-IVB/IU podczas uderzenia: 2500 m/s
- Kąt upadku: S-IVB/IU: 79°
- Masa S-IVB podczas upadku: 13 973 kg
- Odrzucenie stopnia startowego LM: 24 kwietnia 1972 roku, 20:54:12 GMT, stopień startowy LM pozostał na orbicie około roku. Dokładna data i miejsce upadku nieznane.
- Umieszczenie subsatelity na orbicie okołoksiężycowej: 24 kwietnia 1972, 21:56:09 GMT
- Orbita: 122,2 km x 96,3 km, nachylenie 10,72°

## Statek kosmiczny i rakieta nośna
źródło
Czas dostarczenia elementów do KSC:

### Statek kosmiczny
- CSM: lipiec 1971
- LM: maj 1971
- LRV: wrzesień 1971

### Rakieta nośna
- Pierwszy stopień (S-IC)wrzesień 1970
- Drugi stopień (S-II):wrzesień 1970
- Trzeci stopień (S-IVB): lipiec 1970
- Instrument Unit (IU): wrzesień 1970  
  - Masa startowa rakiety i statku kosmicznego: 2 965 241 kg
  - Masa umieszczona na orbicie okołoziemskiej: 140 040 kg
  - Masa umieszczona na orbicie okołoksiężycowej: 35 220 kg.

## Główne cele misji
źródło
1. . Przeprowadzenie badań i pobranie próbek gruntu w rejonie krateru Kartezjusza.
2. . Ustawienie instrumentów ALSEP i innej aparatury naukowej.
3. . Wykonanie eksperymentów w trakcie lotu (fotografowanie powierzchni Księżyca z orbity okołoksiężycowej).

## Misja
Apollo 16 rozpoczął podróż bez opóźnień. Saturn V działał prawidłowo wynosząc statek na orbitę okołoziemską o parametrach 169,1 na 167,7 km. Manewr TLI, (trans-lunar injection) – opuszczenie orbity okołoziemskiej (manewr wykonywany przez statek w celu przelotu na Księżyc), nastąpił w trakcie drugiego okrążenia. W trakcie dokowania Apolla i LM wokół lądownika astronauci zauważyli drobiny nieznanego pochodzenia. W związku z tym po połączeniu (w ósmej i siedemnastej minucie lotu) przeprowadzili inspekcję LM. Wszystkie systemy lądownika były sprawne. Okazało się, że przyczyną niepokoju załogi były płatki farby ochronnej, która oderwała się od lądownika.
Pierwsze uruchomienie silników pomocniczych trzeciego stopnia rakiety APS (Auxiliary Propulsion System), mające na celu skierowanie członu S-IVB na kurs kolizyjny z Księżycem odbyło się zgodnie z planem. Uderzenie w Księżyc nastąpiło w 75 godzinie 8 minucie lotu, około 320 km na północny wschód od wyznaczonego celu. Wywołany tym uderzeniem wstrząs został odnotowany przez sejsmometry Apollo 12, Apollo 14 i Apollo 15. Po separacji statku Apollo od LM (Lunar Module) wystąpiły zakłócenia w funkcjonowaniu rezerwowego systemu sterowania – odpowiedzialnego za wychylenie dysz silnika SPS. Spowodowało to wstrzymanie lądowania LM, które miało nastąpić podczas trzynastego okrążenia Księżyca. Statek Apollo 16 i lądownik pozostawały na orbicie, zachowując stałą pozycję wobec siebie. W tym czasie kontrola lotu i pilot modułu dowodzenia analizowali problem. Ostatecznie zdecydowano o kontynuowaniu misji. Postanowiono jedynie ograniczyć użycie silnika SPS. W związku z tym zrezygnowano z jednego manewru zmiany płaszczyzny orbity i z podniesienia orbity przed uwolnieniem subsatelity. Zapadła również decyzja o skróceniu misji o jeden dzień. W trakcie piętnastego okrążenia statek wprowadzono na orbitę kołową, a podczas szesnastego rozpoczęto procedurę lądowania. LM osiadł na powierzchni Księżyca w rejonie krateru Kartezjusza, zaledwie 212 m na północny zachód od wyznaczonego punktu. Miejsce lądowania wybrano nieprzypadkowo. Krater, w którego pobliżu wylądowali Young i Duke sprawiał wrażenie ukształtowanego przez aktywność wulkaniczną. Okazało się jednak, że nie powstał w wyniku erupcji wulkanu i jest kraterem bardzo starym. Jego wiek oceniono na około 4,5 miliarda lat..
Podczas gdy Young i Duke pracowali na powierzchni Księżyca, krążący na orbicie wokółksiężycowej Ken Mattingly realizował intensywny program naukowy z wykorzystaniem zestawu instrumentów SIM. W czasie 64 okrążeń wykonał wszystkie zaplanowane eksperymenty naukowe i zadania związane z fotografowaniem powierzchni Księżyca.
Start z powierzchni Księżyca i połączenie z modułem dowodzenia odbyły się bez problemów. Natomiast nie udało się zdeorbitować stopnia startowego LM. Po odrzuceniu, stopień startowy zaczął koziołkować. Obracał się w tempie trzech stopni na sekundę. Spowodowane to było nieprawidłowym ustawieniem jednego z przełączników komputera pokładowego. Zgodnie z obliczeniami, stopień startowy powinien pozostać na orbicie około roku, a następnie spaść na powierzchnię Księżyca. Jednak NASA nie śledziła dalszych losów obiektu.
Cztery godziny i 19 minut przed wykonaniem manewru TEI (trans-Earth injection) – opuszczenie orbity okołoksiężycowej (manewr wykonywany przez statek w celu powrotu z Księżyca na Ziemię) i rozpoczęciem powrotu na Ziemię na orbicie okołoksiężycowej został umieszczony subsatelita. Jednak w związku z kłopotami z silnikiem SPS zrezygnowano z podniesienia orbity Apollo 16 przed uwolnieniem obiektu. W rezultacie subsatelita okrążał Księżyc na niewielkiej wysokości i uderzył w powierzchnię Księżyca już 29 maja 1972 roku. Zgodnie z programem misji miał przebywać na orbicie około 12 miesięcy. W celu zsynchronizowania planu lotu z rzeczywistym przebiegiem lotu, w którym nastąpiło opóźnienie po wejściu na orbitę okołoksiężycową, postanowiono przeprowadzić aktualizację czasu GET o 11 minut i 48 sekund (w 118 godz. 6 min. i 31 s czasu lotu mierzonego od startu). By zminimalizować niezbędne zmiany czasu w harmonogramie procedur przeprowadzonych w drodze powrotnej, po wykonaniu manewru TEI dokonano ponownej aktualizacji GET (w 202 godz. 18 min. 12 s lotu) przesuwając zegar misji do przodu o 24 godziny 43 minuty i 12 sekund.
Kapsuła Apollo 16 wodowała 5,6 km od wyznaczonego celu i 5 km od statku ratowniczego. Załoga znalazła się na pokładzie okrętu po 37 minutach od wodowania.

## Zadania wykonane na Księżycu
źródło
1. Pobranie próbek gruntu i wykonanie ich pełnej dokumentacji.
2. Ustawienie aparatury naukowej ALSEP.
3. Wykonanie pomiarów lokalnego pola magnetycznego za pomocą przenośnego magnetometru.
4. Ustawienie detektora cząstek promieniowania kosmicznego (Cosmic Ray Detector, CRD).
5. Ustawienie kamery/spektrografu dalekiego ultrafioletu (Fer UV Camera/Spectrograph).
6. Pobranie próbek rdzeniowych gruntu.
7. Wykonanie badań właściwości mechanicznych i fizycznych gruntu.
8. Przeprowadzenie badań geologicznych.
9. Badanie składu chemicznego i składu izotopowego wiatru słonecznego.
10. Ocena efektywności LRV.

## Eksperymenty na pokładzie Apollo
źródło
1. Pomiar promieniowania gamma powierzchni Księżyca.
2. Pomiar fluorescencji rentgenowskiej Księżyca.
3. Pomiar emisji cząstek alfa przez powierzchnię Księżyca.
4. Fotografowanie powierzchni Księżyca z orbity okołoksiężycowej.
5. Pomiar odległości Apollo od powierzchni Księżyca za pomocą wysokościomierza laserowego.
6. Pomiar koncentracji cząstek gazu wokół Księżyca.
7. Umieszczenie na orbicie okołoksiężycowej subsatelity.
8. Dopplerowskie badanie pola grawitacyjnego Księżyca (CSM i LM).
9. Radarowe badanie powierzchni Księżyca.
10. Fotografowanie Ziemi i Księżyca w ultrafiolecie.
11. Fotografowanie wybranych obiektów na powierzchni Księżyca i obiektów astronomicznych.
12. Obserwacje wizualne powierzchni Księżyca z orbity okołoksiężycowej.
13. Badanie zanieczyszczenia przestrzeni kosmicznej wokół statku kosmicznego.
14. Ocena funkcjonowania nowych torebek na fekalia.
15. Ocena nowych pakietów żywnościowych dla programu Skylab.
16. Obserwacja wizualnych błysków światła.
17. Badanie wpływu warunków lotu kosmicznego na bakterie.
18. Badanie gospodarki wodnej i elektrolitycznej astronautów.

W czasie misji astronauci zebrali 95,71 kg próbek skał księżycowych. Na powierzchni Srebrnego Globu przebywali przez ponad 20 godzin. W sumie Young i Duke dzięki posiadanemu pojazdowi LRV poruszając się po Księżycu przebyli odległość ponad 27 kilometrów. Od lądownika LM oddalili się na maksymalną odległość 4,6 km.

## EVA
Spacery po powierzchni Księżyca:
- EVA-1 (Young i Duke): 21 kwietnia 1972 – 7 godzin 11 minut i 2 sekundy. Ponieważ wskutek problemów z silnikiem SPS lądowanie zostało opóźnione o sześć godzin, zmieniono harmonogram i ustalono, że pierwsze wyjście astronautów na powierzchnię Księżyca nastąpił dopiero po pełnym okresie odpoczynku. W 119 godzinie misji rozhermetyzowali lądownik i wyszli na zewnątrz. W trakcie pierwszego spaceru astronauci rozstawili instrumenty zestawu ALSEP a następnie udali się do krateru Flag. Podczas pracy z zestawem dowódca nieopatrznie wyrwał kabel, łączący instrument HFE (Heat Flow Experiment) służący do badania przepływu ciepła w księżycowym gruncie. Uniemożliwiło to przeprowadzenie tego eksperymentu. O naprawie nie mogło być mowy. Już poprzednie załogi narzekały na plączące się pod nogami kable, jako że hełmy astronautów utrudniały patrzenie w dół. W ciągu ponad 7 godzin, spędzonych na powierzchni Księżyca, astronauci przebyli 4,3 km i zebrali prawie 30 kg próbek gruntu. W trakcie EVA zawiódł tylny układ sterowania LRV. Po czterdziestu minutach zaczął prawidłowo działać.
- EVA-2 (Young i Duke): 22 kwietnia 1972 – 7 godzin 23 minuty i 9 sekund. Drugą przejażdżkę astronauci odbyli do podnóża 500-metrowej Góry Kamiennej (Stone Mountain), leżącej 4,1 km na południe od LM. LRV spisywał się doskonale, osiągając w tym trudnym terenie prędkość od 11 do 14 km/h i z łatwością pokonując zbocza o nachyleniu od 15° do 20° z prędkością 7–8 km/h. Podczas kolejnych ponad siedmiu godzin astronauci zebrali 29 kg próbek gruntu i zużywali zasoby PLSS w stosunkowo wolnym tempie, co umożliwiło przedłużenie ich pobytu na powierzchni Księżyca.
- EVA-3 (Young i Duke): 23 kwietnia 1972 – 5 godzin 40 minut i 3 sekundy. Astronauci udali się do oddalonego o 4,5 km krateru North Ray, największego z dotychczas badanych podczas misji Apollo i pobrali interesujące próbki pochodzące z obszarów, które zawsze pozostają osłonięte od słonecznego światła, oraz z ogromnych głazów. Zrobili fotografie polarymetryczne i dokonali pomiarów za pomocą przenośnego magnetometru. Zjeżdżając po pochyłości, podczas drogi powrotnej LRV osiągnął rekordową prędkość 18 km/h. Astronauci przejechali 11,5 km i zebrali 35,4 kg próbek gruntu.

Po każdym powrocie do lądownika byli tak oblepieni księżycowym pyłem, że zastanawiali się czy uda im się ponownie szczelnie połączyć rękawice i hełmy ze skafandrami. Księżycowy regolit działał jak papier ścierny. Poza tym zainstalowane w hełmach dozowniki soku pomarańczowego przeciekały, wskutek czego wewnątrz wszystko było wilgotne i lepkie.
     
Łącznie spacery księżycowe trwały 20 godzin 14 minut i 14 sekund. W tym czasie zarejestrowano 1809 klatek filmu 70 mm i wykorzystano 4,5 kaset filmu 16 mm. Zebrano 95,71 kg księżycowego materiału w postaci 111 próbek.
Spacer w otwartej przestrzeni kosmicznej:
- EVA-4 (Mattingly): 25 kwietnia 1972 – 1 godzina 23 minuty i 42 sekundy. W trakcie EVA pilot CM odzyskał filmy z kamery panoramicznej i z kamery mapującej, i przeprowadził inspekcję instrumentów SIM oraz umieścił na dziesięć minut poza kabiną próbkę w eksperymencie mającym na celu zbadanie reakcji mikroorganizmów na warunki kosmiczne[3].

## Załoga
- dowódca: John W. Young CDR (dowódca)
- pilot modułu dowodzenia: Thomas K. Mattingly CMP (dowódca modułu dowodzenia)
- pilot modułu księżycowego: Charles M. Duke LMP (pilot modułu księżycowego)

### Załoga rezerwowa
- dowódca: Fred W. Haise
- pilot modułu dowodzenia: Stuart A. Roosa
- pilot modułu księżycowego: Edgar D. Mitchell

### Naziemna załoga wspierająca
- Philip K. Chapman
- Anthony W. England
- Henry W. Hartsfield
- Robert F. Overmyer

## Wodowanie
- Miejsce wodowania: Środkowy Pacyfik, 0°,42′ S, 156°13′ W
- Pozycja : stabilna II
- Okręt ratowniczy: USS Ticonderoga (CV-14)
- Podjęcie załogi: 27 kwietnia 1972, 20:22 GMT
- Podjęcie kapsuły: 27 kwietnia 1972, 21:24 GMT

## Podsumowanie
- Największy ładunek umieszczony na orbicie okołoksiężycowej (35 220 kg).
- Pierwsza eksploracja wyżyny księżycowej i równiny Cayleya.
- Pierwsze obserwacje astronomiczne dokonane z Księżyca.
- Najdłuższy dotychczasowy całkowity czas pracy astronautów poza LM (20 godzin 14 minut).
- Największa dotychczasowa masa próbek gruntu księżycowego dostarczona na Ziemię (95,71 kg).
- Najdłuższy dotychczasowy pobyt astronautów na Księżycu (71 godzin 2 minuty).